# Wedgefield (Floryda)
Wedgefield – jednostka osadnicza w Stanach Zjednoczonych, w stanie Floryda, w hrabstwie Orange.